# Daniel Christoph Beckher
Daniel Christoph Beckher (auch: Becker; * 10. Februar 1658 in Königsberg (Preußen); † 12. April 1691 ebenda) war ein deutscher Mediziner.

## Leben
Der Sohn des Daniel Beckher der Jüngere hatte bereits im Kindesalter gute Anlagen entwickelt, so dass die Eltern sich entschlossen ihn studieren zu lassen. Vorher hatte er vom späteren Professor der Dichtkunst Conrad Vogt (1634–1691) Privatunterricht erhalten und die Domschule in Königsberg besucht. 1674 bezog er die Universität Königsberg und konnte aufgrund finanzieller Unterstützung von Familienangehörigen ein ausgedehntes Studium absolvieren. 1675 begab er sich über Lübeck reisend an die Universität Rostock. Hier hatte er die Vorlesungen von Johann Mantzel besucht, hatte Geographie, Logik und Ethik bei Georg Thegen, Physik und Metaphysik bei Jacob Hieronymus Lochner (1649–1700), Astronomie bei 
Hermann Becker (1632–1681) und die Vorlesungen zur Dialektik  bei Johann Quandt (1651–1718), unter dem er auch de motu in vacuo disputierte, besucht. 
1676 setzte er seine Studien an der Universität Leipzig bei Valentin Alberti, Jakob Thomasius und Daniel Hasenmüller (1651–1691) fort. 1678 erweiterte er an der Universität Jena seine Kenntnisse in Logik, Physik, Moral, Geschichte und Theologie. Hier waren Friedemann Bechmann (1628–1703), Erhard Weigel (1625–1699), Valentin Velthem (1645–1700) und Johann Abraham Jacob Höping, der Verfasser einer Chiromantia Harmonica, seine Lehrer gewesen, unter denen er 1680 den akademischen Grad eines Magisters der philosophischen Wissenschaften erwarb. Über Berlin und Hamburg reisend, absolvierte er ein Kavaliersreise, die ihn in die Niederlande und nach England führte. 
Zurückgekehrt in seine Heimat, entschloss er sich den Spuren seines Großvaters Daniel Beckher der Ältere zu folgen und ein Studium der medizinischen Wissenschaften zu absolvieren. Hierzu begab er sich 1682 wiederum kurz nach Jena, um darauf folgend ein Studium an der Universität Leipzig bei Johannes Bohn, an der Universität Wittenberg bei Michael Sennert und in Frankfurt am Main bei Johann Daniel Horst (1616–1685) und Sebastian Scheffer (1631–1686) zu absolvieren. Bald hatte er sich das nötige Rüstzeug erworben, einen akademischen Grad in der Medizin anzustreben. 
Er wollte sich jedoch noch andere Örtlichkeiten anschauen. Dazu reiste er über Mainz, Schwalbach, Köln und Wesel an die Universität Utrecht. In den Niederlanden hatte er auch die Möglichkeit genutzt, sich den botanischen Garten in Amsterdam der unter der Leitung von Frederik Ruysch (1638–1731) stand anzuschauen und von diesem in Anatomie unterwiesen zu werden. Auch hatte er einen Ausflug an die Universität Leiden unternommen, war in Den Haag und hatte in Delft die Bekanntschaft des berühmten Naturforscher und Arztes Antoni van Leeuwenhoek (1632–1723) gemacht. In Utrecht disputierte er am 20. April 1684 de respiratione und wurde daraufhin zum Doktor der Medizin promoviert. 
Anschließend begab er sich nach Paris, wo er die dortigen Chirurgen, Anatomen und Chemiker aufsuchte. Auch den Versammlungen der französischen Gelehrten hatte er beigewohnt. Anschließend durchreiste er noch mehrere französische und italienische Orte und gelangte in Berlin an. Hier wurde er zum außerordentlichen Professor an der medizinischen Fakultät der Universität Königsberg berufen. Daraufhin trat er am 19. März 1686 die Professur mit der Dissertation de salubri potu calidae et pro loco professionis extraord. an. 
Am 9. September 1687 hatte er Louise, Tochter des kurfürstlichen Rates und Tribul-Sekretärs Johann Ernst Biedermann, geheiratet. Die Geburt einer Tochter Maria Loysa (* 29. Mai 1688) hatte das junge Familienglück vermehrt. Jedoch sollte für ihn die Freude nicht mehr lang sein. Genauso wie sein Großvater wurde er ein Opfer seines Berufs. Ihn hatte eine tödliche Krankheit erfasst, welche ihn am 7. April 1691 aufs Krankenbett warf. Um seine Angehörigen nicht zu beunruhigen, verzichtete er auf die Anwendung geeigneter Medikamente und starb in dem jungen Alter von 33 Jahren.

## Werke
- Disp. de motu in vacuo. 1675
- Disp. de med. inauguralis do respiratione. Utrecht 1684 (10. Juli)
- Disp. de salubri potu calidae. Königsberg 1686. (19. März pro recept. in facult med.)
- Diss. med. de Hemiplexia. Königsberg 1686. (3. Okt pro loco Prof, extr.)
- Diss. de fabuli potu calidae.